# ميرزا كوجك خان

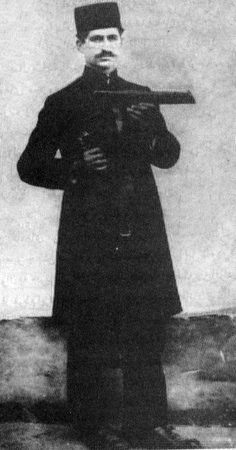
ميرزا كوجك خان قبل أن يبدأ بثورته، حوالي عام 1914

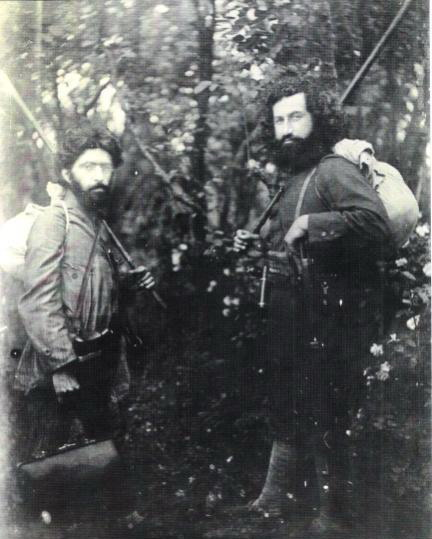
ميرزا كوجك خان والدكتور حشمت

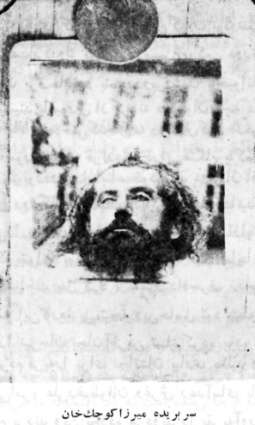
رأس ميرزا كوجك خان

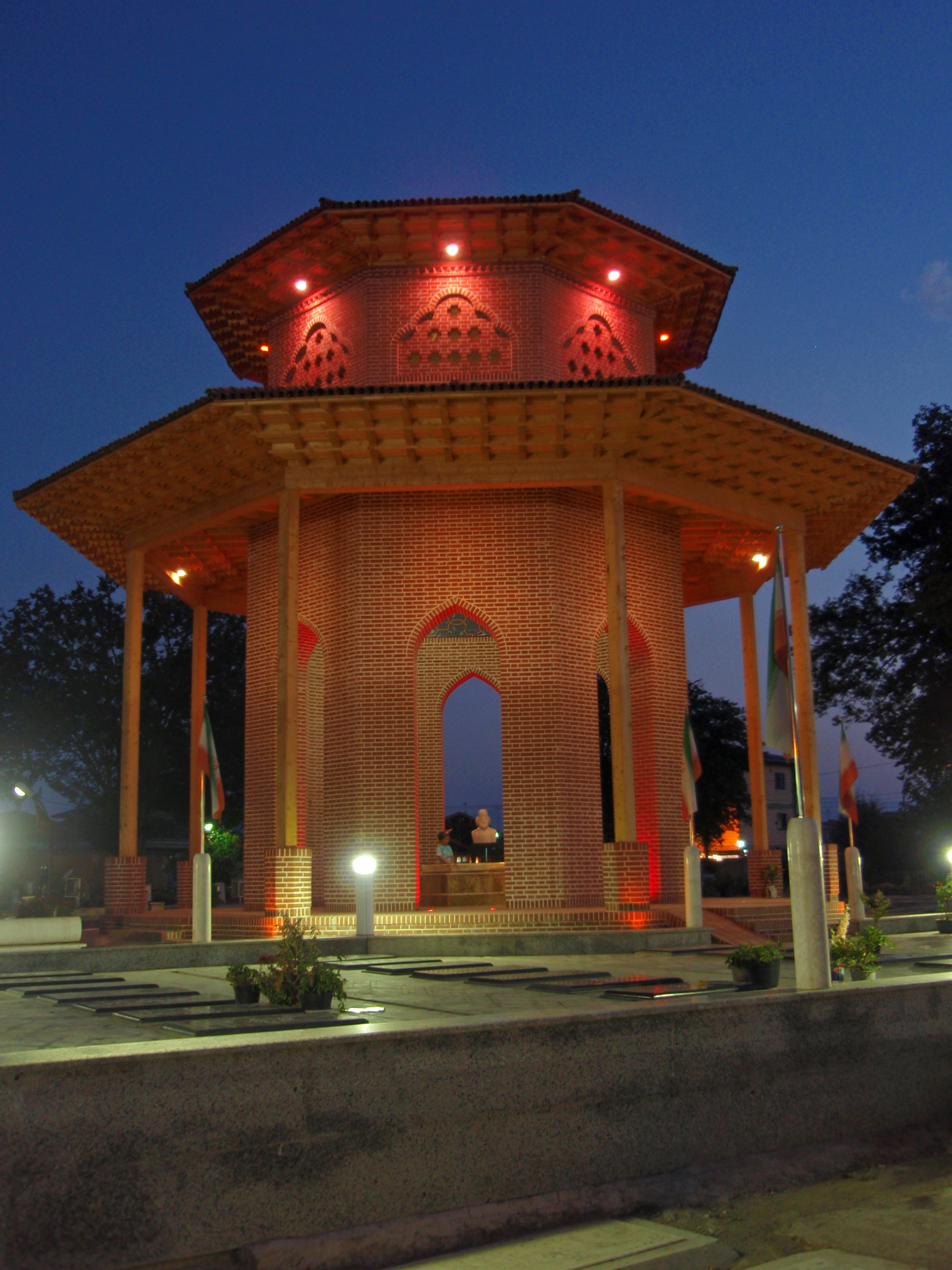
مقبرة ميرزا كوجك خان في محلة سليمانداراب مدينة رشت

ميرزا كوجك خان (1880-1921) عالم مسلم شيعي إيراني قام ضد الحكومة القاجارية وملكها أحمد ميرزا شاه قاجار آخر ملوك الدولة القاجارية.وقد ثار أيضاً ضد الحكومة بسبب عمالتها للقوى الاجنبية روسيا (شمالا) وإنجلترا(جنوبا) وقيامه يعتبر أول قيام مسلح في إيران.
وكون جيشاً في غابات جيلان (محافظة شمال إيران) وقد قاوم لعدة سنين في الغابات وقد تلاشا جيشه في مرور الزمان حتى بقي وحيداً، وقد انهزم في الجبال في وسط الشتاء القارس، وقد مات من البرد سنة 1921 في وسط جبال البرز ووجدوا جثته مجمدة. في وسط الثلج وقطع رأسه أحداصدقائه ومناصريه القدامى ليحصل على جائزة عدة لمن يأتي برأسه.

## حياته
ميرزا يونس المعروف بميرزا كوجك خان جنكلي فولد عام 1878م في حي «استاد سرا» بمدينة رشت مركز محافظة جيلان. فنشأ في اسرة مسلمة صالحة وتعمقت هذه النشأة عندما بدأ يونس بدراسة العلوم الدينية في مدرسة «حاجي حسن» برشت ومدرسة «محمودية» بطهران، حيث تتلمذ على يد كبار علماء عصره حتى وصل إلى درجة عالية في العلوم الدينية تمكنه من أن يصبح امام جماعة أو مجتهداً بارعاً، غير أن الاحداث والهجمات والتدخلات الاستعمارية في إيران، جعلته يغير مسيرة حياته بترك الدراسة الدينية والتوجه لحمل البندقية ولبس الزي العسكري في ساحات الجهاد ضد المستعمر الاجنبي.

## نشاطاته السياسية والحربية
كان ميرزا كوجك خان كغيره من الشباب الإيرانيين الأحرار تؤلمه رياح التيارات السياسية التي أخذت تهبّ على كل شبر من اراضي إيران وتحمل معها سموم التغريب وتنذر بالخطر الثقافي العظيم فضلاً عما ينطوي عليه المناخ السياسي آنذاك من تمهيد الارضية للهيمنة الاستعمارية في شتى المجالات.
وفي غمرة هذه الهجمة الثقافية والسياسية، وجد ميرزا كوجك خان انه لابد له من التصدي لهذا الخطر الداهم الزاحف، فراح يساهم في انتشار الوعي الإسلامي بين صفوف الشباب عبر المحاضرات التي كان يلقيها لهم.
وإذا كانت هناك محطة سياسية قد تركت أثرها الكبير في نفس ميرزا كوجك خان، فهي الثورة الدستورية والتي أجبرت الملك القاجاري مظفر الدين شاه على قبول الدستور بضغط المعارضة الشعبية الدينية، الا أن هذه الفترة الزمنية للدستور لم تدم طويلاً فقد توفي مظفر الدين شاه سنة 1907 وخلفه محمد علي شاه الذي دخل معركة مكشوفة مع المعارضة الشعبية. وفي مثل هذه الظروف الحساسة، انخرط ميرزا كوجك خان مع الثوار والمطالبين بالحكومة الدستورية الذين كانوا يعارضون الاستبداد والاستعمار، وتوجه معهم إلى طهران لإسقاط حكومة محمد علي شاه. فاشتبك الثوار والجماهير مع القوات الحكومية انهزم فيها الملك القاجاري وتنازل عن العرش ومن ثم هروبه إلى روسيا في تموز – يوليو عام 1911. وفي 24 من كانون الأول- ديسمبر من السنة نفسها، دخلت جيوش القيصر الروسي طهران وقصفت البرلمان الإيراني بالمدفعية وعطلته وأرجعت الملك المخلوع بدعم مباشر منها، وقتل في هذه المواجهات العنيفة العديد من أبناء الشعب الإيراني كما أصيب المئات منهم بجروح وكان ميرزا كوجك خان واحداً من الجرحى.

## نهضة الغابة
بعد أن احتل الجيش الروسي المناطق الشمالية في إيران، توجه ميرزا كوجك خان إلى غابات جيلان وأسس فيها تنظيماً مسلحاً باسم (قوات الغابة) للتصدي للقوات الاجنبية الغازية، فأعلنت هذه القوات بقيادة ميرزا كوجك خان أنها تعمل لاستقلال إيران وسيادتها الكاملة والوقوف بوجه كافة القوى الاجنبية الغازية وطردها من البلاد ومكافحة الاستبداد والفساد الحكومي في إيران.
توسع نطاق قوات الغابة وازداد شيئاً فشيئاً. فقام ميرزا وانصاره بتغييرات تنظيمية وقيادية في قوات الغابة، وذلك من خلال وضع إستراتيجيات خاصة لها سميت فيما بعد بنهضة الغابة.

## اقدامات نهضة الغابة ضد الاستعمار
واثر سقوط الحكومة القيصرية وقيام الحكومة البلشفية في روسيا عام 1917، استدعت الحكومة الجديدة بموسكو قواتها الموجودة في إيران للعودة إلى بلادها، وفي طريق عودتها قامت بنهب اموال الناس وانتهاك الأعراض واضرام النيران في البيوت، فما كان من ميرزا كوجك خان إلا أن وقف بوجه هذه القوات وتصدى لها عند الحدود الإيرانية الروسية واشتبك معها فأنزل بها خسائر فادحة، حيث قتل العشرات من القوات الروسية الغازية، ما أرغمها على التفاوض معه للتخلص من المأزق الذي وقعت فيه. فاسفرت المفاوضات عن موافقة الروس على تعويض الخسائر الناشئة من اعتدائهم على الناس العزل وعدم التعرض لأي مواطن إيراني عند الانسحاب من الأراضي الإيرانية.
من جهتها، حاولت قوات الاستعمار البريطاني في نفس العام أي عام 1917م بسط نفوذها في كل أرجاء إيران وكانت بصدد احتلال منطقة «القوقاز» ومدينة باكو التي كانت تعدّ مصدراً نفطياً هائلاً، بيد أن البريطانيين كانوا يرون في نهضة الغابة بشمال إيران مانعاً أساسياً بوجه مطامعهم الاستعمارية، فقررت الحكومة البريطانية التفاوض مع قائدها ميرزا كوجك خان فحاولت إغراءه مقابل السماح بمرورهم لكنه رفض، فوقعت معركة دامية في منطقة «منجيل» بين قوات ميرزا من جانب والقوات البريطانية والقوات الروسية المتحالفة معها من جانب آخر.
استخدمت القوات الروسية في هذه المعركة، المدفعية الثقيلة باسناد جوي شديد من قبل الطائرات البريطانية حتى يفتحوا طريق «منجيل- ميناء أنزلي» للتوجه نحو القوقاز، فتكبدت قوات نهضة الغابة خسائر جسيمة خلال هذه المواجهات لأن الهجوم جاء مفاجئاً وكان العدو متفوقاً في مختلف النواحي.

## شهادته واتمام النهضة
هذا ولم تكتف القوات الروسية والبريطانية بالاشتباكات المسلحة فحسب بل قامت باثارة الفتن وبث الفرقة والخلافات داخل صفوف قوات ميرزا ولكن ورغم ذلك، ظل ميرزا كوجك خان وانصاره يواصلون جهادهم المرير ضد الاستعمار والحكومة العميلة له، وفي عام 1919 شنت القوات الحكومية وبدعم من الإنجليز هجوماً مكثفاً على معاقل ثوار الغابة والذي أسفر عن قتل وجرح عدد كبير منهم، كما تم الإعلان عن الاحكام العرفية في مدينة رشت وبعض مدن جيلان واغلقت جميع الطرق بوجه نشاطات الثوار، غير أن ميرزا كوجك خان الذي لم يبق معه سوى ثمانية اشخاص، لم يستسلم بل قام باعادة تنظيم قواته وواصل النضال لمواجهة الحكومة العميلة لبريطانيا.
هذا وأخذ الشيوعيون الروس يلعبون دوراً بالغاً في إفشال النهضة التي ضعفت بفعل الضربات التي تلقتها من الشيوعيين من جهة والهجمات التي كانت تشنها القوات الحكومية المدعومة من المستعمر البريطاني من جهة أخرى.
ولكن ميرزا بالرغم من ذلك وحتى بعد استشهاد كثير من أنصاره، بقي يقاوم العدو فقرر أن يتوجه إلى منطقة «خلخال» بمدينة اردبيل المجاورة لجيلان، إلا أنه قضى شهيداً في الطريق في اليوم الأول من كانون الأول – ديسمبر لعام 1921، وذلك جراء تعرضه للبرد القارس في المنطقة، وظل جسده بين الثلوج لعدة أيام حتى عثر عليه عددٌ من عملاء الحكومة فقاموا بقطع رأسه وسلموه إلى رضا خان في طهران.
تقع مقبرة ميرزا كوجك خان في حي «سليمان داراب» بمدينة رشت، حيث يقصدها الزوار والسياح وتقام هناك سنوياً مراسم خاصة في ذكرى استشهاده.